# Джуппони, Маттео
Маттео Джуппони (итал. Matteo Giupponi; род. 8 октября 1988, Бергамо, Ломбардия) — итальянский легкоатлет, специалист по спортивной ходьбе. Выступает за сборную Италии по лёгкой атлетике с 2005 года, обладатель бронзовой медали чемпионата Европы, победитель Кубков мира и Европы в командном зачёте, победитель и призёр первенств национального значения, участник летних Олимпийских игр в Рио-де-Жанейро.

## Биография
Маттео Джуппони родился 8 октября 1988 года в Бергамо, Ломбардия.
Впервые заявил о себе в спортивной ходьбе в сезоне 2004 года, став чемпионом Италии среди юношей в дисциплине 10 000 метров.
В 2005 году стартовал в юниорской гонке на Кубке Европы по спортивной ходьбе в Мишкольце и на юниорском мировом первенстве в Марракеше, где финишировал седьмым.
В 2006 году занял 12-е место среди юниоров на Кубке мира по спортивной ходьбе в Ла-Корунье, был восьмым на юниорском мировом первенстве в Пекине.
В 2007 году в ходьбе на 10 000 метров завоевал серебряную награду на юниорском европейском первенстве в Хенгело.
В 2008 году в ходьбе на 50 км показал 56-й результат на Кубке мира в Чебоксарах.
В 2009 году в ходьбе на 20 км занял 12-е место на Кубке Европы в Меце, выиграл бронзовую медаль на молодёжном европейском первенстве в Каунасе.
В 2010 году в 20-километровой дисциплине показал 37-й результат на Кубке мира в Чиуауа.
На Кубке Европы 2011 года Ольяне финишировал девятым в личном зачёте 20 км и тем самым помог своим соотечественникам стать серебряными призёрами командного зачёта.
В 2012 году среди прочего занял 32-е место на Кубке мира в Саранске.
В 2013 году в ходьбе на 20 км показал 24-й результат на Кубке Европы в Дудинце, 13-й результат на чемпионате мира в Москве.
В 2014 году занял 17-е место на чемпионате Европы в Цюрихе.
На чемпионате мира 2015 года в Пекине в дисциплине 50 км пришёл к финишу 17-м.
В 2016 году финишировал седьмым в дисциплине 50 км на домашнем командном чемпионате мира по спортивной ходьбе Риме, став при этом победителем командного зачёта. Благодаря череде удачных выступлений удостоился права защищать честь страны на летних Олимпийских играх в Рио-де-Жанейро — в ходьбе на 20 км с результатом 1:20:27 стал восьмым, тогда как в ходьбе на 50 км сошёл с дистанции.
На чемпионате мира 2017 года в Лондоне в 20-километровой ходьбе занял итоговое 48-е место.
В 2018 году принимал участие в командном чемпионате мира в Тайцане, но сошёл здесь с дистанции в 50 км.
В 2019 году в ходьбе на 20 км показал 14-й результат на Кубке Европы в Алитусе и 25-й результат на чемпионате мира в Дохе.
В 2021 году был 12-м на командном чемпионате Европы в Подебрадах.
В 2022 году в дисциплине 35 км занял 14-е место на командном чемпионате мира в Маскате, завоевал бронзовую медаль на чемпионате Европы в Мюнхене.